# گاگاکو
گاگاکو (به ژاپنی: 雅楽 Gagaku) یکی از انواع موسیقی ژاپنی است که طی سده‌های متمادی در دربار پادشاهی کیوتو اجرا میشده که شامل سه گونه و منشا اولیه است:
1. موسیقی بومی و مذهبی شینتو که همراه با رقص و آواز است و کونیبوری نو اوتامای خوانده می‌شود.
2. موسیقی گوگوریو و منچوری که کوماگاکو خوانده می‌شود. (کوما نام، یکی از سه پادشاهی کره بوده‌است.)
3. موسیقی چینی و جنوب‌شرق آسیا به‌ویژه موسیقی دودمان تانگ که توگاکو خوانده می‌شود.[۱]

گاگاکو مراسمی شامل اجرای موسیقیهای آرام و حرکات رقص می‌باشد و جز قدیمی‌ترین هنرهای سنتی ژاپنی است. در مهمانی‌ها و مراسم درباری در کاخ سلطنتی و همچنین در مراسم‌های مردم عادی، در سراسر کشور انجام میشده.